# Air Napal (Bang Haji)
Air Napal is een bestuurslaag in het regentschap Bengkulu Tengah van de provincie Bengkulu, Indonesië. Air Napal telt 647 inwoners (volkstelling 2010).